# Hiray Antal György
Hiray Antal György (Antonius Julianus Hiray) (Újbánya, 1770. február 17. – Selmecbánya, 1842. október 21.) barokk egyházi zeneszerző, trombitásmester.
A trombitásmesterséget Besztercebányán tanulta ki. Ezt követően trombitás, orgonás és a besztercebányai Szűz Mária mennybemenetele templom karnagya volt (1790-1820). A nádornak a városba érkezése tiszteletére 1798-ban megírta a Besztercebányai induló című szerzeményt.
Besztercebányán 1805-től a főtéren birtokolta a 16. számú házat (ún. Benyiczky-ház). 1820-1842 közt Selmecbányán karnagy és városi zenész volt. Műveit a bécsi, német és olasz zene befolyásolta. Világi és táncszerzeményeket is komponált. Egyike volt a trombitásmesterség utolsó képviselőinek.

## Művei
- Graduale Angelisis suis in C
- Civitatis Neosoliensis Militare Marsch (2 klarinét, 2 kürt és 2 fagott számára, 1798)